# Татарське Адаєво
Татарське Ада́єво (рос. Татарское Адаево, ерз. Татарское Адаево) — присілок у складі Темниковського району Мордовії, Росія. Входить до складу Аксьольського сільського поселення.
Населення — 74 особи (2010; 90 у 2002).
Національний склад (станом на 2002 рік):
- татари — 96 %